# Jean-Louis-Ebenezer Reynier

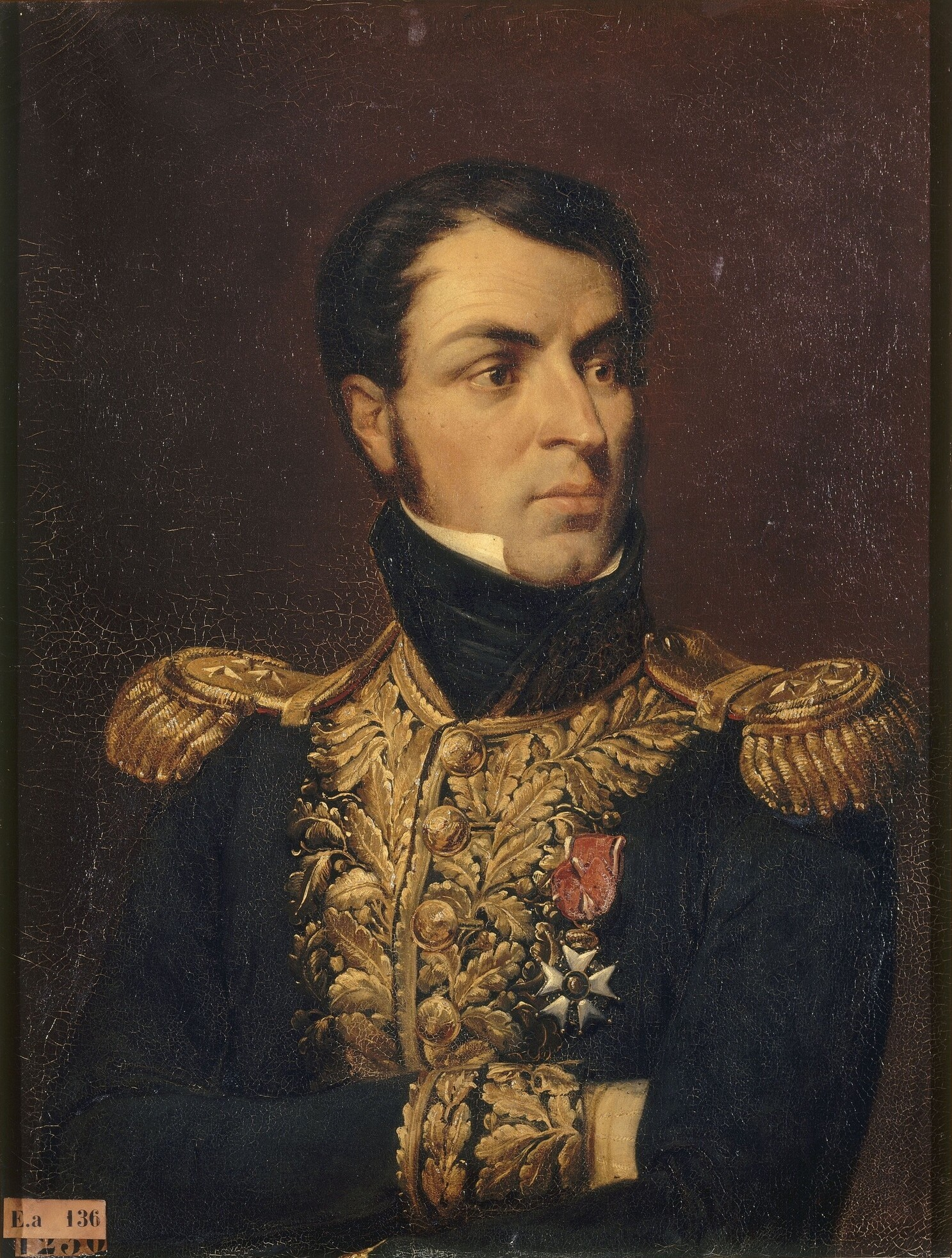
Jean Louis Ebenezer de Reynier geschilderd door Félix Philippoteaux (1836).

Jean Louis Ebenezer de Reynier (Lausanne, 14 januari 1771 - Parijs, 27 februari 1814) was een Frans generaal.

## Levensloop
Reynier was officier van de Genie. Na een opleiding aan de École Nationale des Ponts et Chaussées in Parijs werd de jonge ingenieur in 1792 eerst bij de artillerie ingedeeld. Daar werd hij al snel tot officier benoemd. Hij was adjudant van de Generale Staf van het Noordelijk Leger en werd al in 1795 brigadegeneraal. In 1796 werd hij chef-staf van het Rijnleger onder maarschalk Moreau. Later werd hij tot divisiegeneraal gepromoveerd. In 1798 begeleidde hij Napoleon naar Egypte en Palestina. Daar had hij in de Slag bij de Piramiden het bevel over een divisie. In 1799 toen Reynier onder Kléber in Syrië vocht was de overwinning bij Heliopolis op 20 maart 1800 aan Reynier te danken.
Klébers opvolger Menou liet Reynier na de nederlaag bij Alexandrië op 21 maart 1801 arresteren. De naar Frankrijk teruggestuurde generaal werd door Napoleon naar zijn landgoed in Nièvre verbannen. Pas eind 1805 kreeg hij het commando over een divisie in Napels.
In 1806 muntte Reynier uit in gevechten bij Gaeta en hij had een groot aandeel in de bevrijding van het zuidelijk deel van het Italiaanse schiereiland. Na de verloren Slag bij Maida op 4 juli 1806 moest hij zich uit Calabrië terugtrekken.
Van 1806 tot midden 1809 was Reynier minister van Oorlog van Murat die door zijn zwager tot koning van de Beide Siciliën was benoemd.
In 1806 vocht Reynier verdienstelijk in de Slag bij Wagram. In 1810 werd Reynier in Spanje ingezet waar het IIe Legerkorps in Portugal aanvoerde. In Spanje verliep de oorlog slecht voor Frankrijk, het moreel was laag en generaal Reynier waagde het om zonder toestemming van Napoleon naar Parijs terug te keren om daar te huwen.
In de Russische Veldtocht in 1812 kreeg Reynier het commando over het voornamelijk uit Saksen bestaande VIIe Legerkorps. Reynier werkte nauw met Karl Philipp zu Schwarzenberg samen.
In 1813 leidde Reynier de bataljons van het Rijnverbond in de Slag bij Großgörschen en de Slag bij Bautzen, bij Großbeeren en Slag bij Dennewitz. Na de Volkerenslag bij Leipzig moest Reynier de aftocht van Napoleon dekken. Hij werd op 19 oktober krijgsgevangen gemaakt. Na een gevangenenruil keerde Reynier ziek naar Frankrijk terug waar hij op 27 februari 1814 overleed.
Zijn gedenkschriften werden postuum als Mémoires sur l'Égypte en De l'Égypte après la bataille d'Heliopolis gepubliceerd.

## Eerbetoon
Zijn naam is onder die van de glorierijke Franse generaals op de Arc de Triomphe in Parijs vermeld.
Hij werd onderscheiden met het Legioen van Eer waarin hij commandeur en later grootofficier was. Hij was grootkruis van de Saksische Militaire Orde van Sint-Hendrik.

## Publicaties
- Über Egypten nach der Schlacht bei Heliopolis („De l'Égypte après la bataille d'Héliopolis“). Berlin 1802.
- Mémoires sur l'Égypte. Paris 1827.